# Christian Riechers
Christian Riechers (* 2. April 1936 in Einbeck; † 14. August 1993 in Hannover) war ein deutscher Politologe.

## Leben
Christian Riechers besuchte bis 1956 die Schule in seiner niedersächsischen Heimatstadt Einbeck. Zum Wintersemester 56/57 nahm er sein Studium zunächst in Marburg, dann Göttingen und schließlich an der Freien Universität Berlin auf. Er begann mit Kunstgeschichte, später folgten Soziologie, Philosophie und neuere Geschichte. In Berlin besuchte Riechers vor allem Seminare des Soziologen Otto Stammer, in denen er sich intensiv mit der Geschichte des italienischen Faschismus und der Analyse reaktionärer Ideologien auseinandersetzte.
Er stand zunächst der SPD nahe, trat aber nach deren Bad Godesberger Parteitag und der dort beschlossenen Aufgabe sozialistischer Positionen dem Sozialistischen Deutschen Studentenbund (SDS) bei. Darüber hinaus engagierte er sich im linksstudentischen Argument-Club. Als seine wichtigsten außeruniversitären Lehrer bezeichnete er die SDS-Mentoren Michael Mauke und Willy Huhn. Willy Huhn war Rätetheoretiker und Linkskommunist, über ihn lernte er die Geschichte des linksradikalen Flügels der internationalen Arbeiterbewegung kennen.
Nach Abschluss des Studiums ging Riechers 1963 als Deutschlehrer ans Goethe-Institut in Bologna und wurde später Lektor an der Universität Bologna und an der Scuola Normale Superiore (Pisa). Seine italienischen Jahre waren besonders fruchtbar: Er gibt 1967 eine von ihm übersetzte und kommentierte Werkauswahl des kommunistischen Politikers Antonio Gramsci heraus und promoviert 1969 bei Hans-Joachim Lieber (FU Berlin) mit einer Monographie über Gramsci. In Italien kommt er auch mit dem maßgeblichen Denker der italienischen Linkskommunisten Amadeo Bordiga in Kontakt, mit ihm bleibt er verbunden, ohne je selbst Mitglied einer linkskommunistischen, »bordigistischen« Gruppierung zu werden.
Zum Wintersemester 1971 wechselte Christian Riechers an die Universität Hannover, wo er am Institut für politische Wissenschaft die Stellung eines akademischen Oberrates einnahm. Ab 1973 war Riechers maßgeblich am universitären Projekt Arbeiterbewegung beteiligt. Bis zu seinem frühen Tod ist er treibende Kraft und Seele dieses Projektes.
In den 1970er Jahren arbeitete er am Jahrbuch Arbeiterbewegung mit und wurde in den 1980ern Mitherausgeber der Nachfolgereihe Jahrbuch Soziale Bewegungen: Geschichte und Theorie.
Sein wissenschaftlicher Nachlass befindet sich im Institut für politische Wissenschaft der Universität Hannover.

## Werke

### Gramsci
Christian Riechers ist der erste (west-)deutsche Übersetzer Antonio Gramscis, seine Monographie »Antonio Gramsci: Marxismus In Italien« (Dissertation 1969, Veröffentlichung als Buch 1970) ist die erste überhaupt auf Deutsch publizierte.
Seine Übersetzung und seine Auswahl aus den Schriften Gramscis sind bis zum Abschluss des historisch-kritischen Editionsprojekts seiner Gefängnishefte durch eine Herausgebergruppe um Wolfgang Fritz Haug und Klaus Bochmann maßgeblich gewesen. Unumstritten waren sie nicht, sie standen im Mittelpunkt zahlreicher Kontroversen: Die Auswahl galt Riechers’ Kritikern als zu selektiv und die Übersetzung gar verfälschend. Der spätere Gramsci-Herausgeber und Übersetzer Bochmann nimmt Riechers aber in Schutz, wenn er die Auswahl „repräsentativ“ nennt und die Übersetzung als den Zeitumständen angemessen anerkennt.
Noch umstrittener als die Übersetzung galt seine Dissertation. Tatsächlich folgt Riechers in ihr dem Prinzip der kritischen Erledigung: Gramsci, um den es in den 60er Jahren in Italien einen regelrechten Kult gegeben hat, soll entzaubert werden. Riechers will nachweisen, dass sein Marxismus nur oberflächlich ist und er tatsächlich einem subjektiven Idealismus und einer nationalen Entwicklungsideologie folgt, die in der Praxis sich als Bevormundung des Proletariats erweist, intrigant gegen die linkskommunistische Partei-Opposition auftritt und sich den Herrschaftssicherungsstrategien der Sowjetunion unterwirft: „Direktes Opfer des Faschismus, ist er zugleich ein indirektes Opfer der Degeneration der kommunistischen Bewegung.“
Dort, wo Gramsci als Politiker auftritt, als Agitator der Turiner Rätebewegung oder als Kämpfer gegen den Faschismus, will Riechers ihm eine illusorische Haltung gegenüber dem bürgerlichen Staat und ein tiefes Unverständnis des kapitalistischen Produktions- und Verwertungsprozesses nachweisen.
Riechers folgt dem Anspruch, keinen Aspekt des Denkens Gramscis auszulassen und berücksichtigt, über eine ideengeschichtliche Biographie hinausgehend, auch die italienische Sozialgeschichte in den ersten drei Jahrzehnten des 20. Jahrhunderts. Er präsentiert eine Fülle von Belegen, die seine radikal kritische Haltung gegenüber Gramsci absichern. Sein Schluss: Gramsci vertritt ein „anachronistisches Nachholenwollen der bürgerlichen Revolution in einem von bürgerlicher Herrschaft verschiedener Formen durch und durch geprägten Land“.
Die linke Kritik, die seine Dissertation recht irritiert aufnahm – galt doch Gramsci in Deutschland als eine Art Wundermittel in der Auseinandersetzung um die Neubestimmung marxistischer Positionen –, konnte letztlich gegen diese Dichte an Belegen kaum ankommen. Genauere Rezensionen, wie die von Gisela Bock, haben jedoch zu zeigen versucht, dass Riechers durchaus selektiv vorgeht und Passagen Gramscis, in denen dieser sogar im Sinne Riechers’ argumentiert, nicht berücksichtigt. Auch die – im Vergleich zur Gramsci-Kritik – euphorische Adaption der Thesen seines Antipoden Amadeo Bordigas ist nicht immer wissenschaftlich zu begründen. Riechers, so Bock, bleibe im Rahmen des bloß Polemischen.
In späteren Einzelstudien hat es Riechers unternommen, seine Kritik an Gramsci zu vertiefen. Gleichwohl hat er niemals dessen Rang als herausragender Denker und Stratege des 20. Jahrhunderts bestritten. Gewissermaßen ging es ihm „nur“ darum, das interessierte Missverständnis, Gramsci sei ein Marxist, aufzuklären: „Für Gramsci ist Marxismus nur eine Spezifikation einer umfassenden idealistisch-philosophischen Weltanschauung.“

### Bordiga
Obwohl Christian Riechers im Anschluss an sein Buch vier große Essays über Amadeo Bordiga geschrieben hat, hat er sie nie zu einem großen Text zusammenfassen wollen. Dabei ist Bordiga der zentrale Bezugspunkt seines Denkens. An Bordiga hat Riechers seine unbestechlich-rigide Haltung, sich keinem als faul erkannten Kompromiss zu unterwerfen, imponiert. Mit Bordiga möchte Riechers vor allem zwei Thesen starkmachen:
1. Der Kampf gegen den Faschismus ist erfolgreich nicht als Abwehrschlacht aller „antifaschistischen“ Kräfte zu führen, sondern nur als konsequenter Klassenkampf des Proletariats.
2. Einzig die Ausrichtung auf eine internationalistische Politik, auf die egalitäre Weltpartei der Kommunistischen Internationale, hätte die russische kommunistische Partei vor der Stalinisierung bewahren können.
Sein Bestreben war es, den zur Unperson der kommunistischen Bewegung erklärten Bordiga zu enttabuisieren und ihm vom Gerücht des Ultra-Dogmatischen zu befreien. Riechers’ Untersuchungen sind die einzigen im deutschen universitären Kontext, die sich Bordiga derart explizit gewidmet haben.

### Silone
1978 gibt Christian Riechers eine sprachlich leicht verbesserte und mit einem Nachwort von ihm versehene Neuauflage von Ignazio Silone Der Fascismus heraus (deutsche Erstveröffentlichung 1934). Auch dieses Projekt ist in dem Zusammenhang zu sehen, dass nicht Anti-Faschismus, sondern nur eine sozialistisch-klassenpolitische Strategie die faschistische Gefahr überwinden kann.

### Projekt Arbeiterbewegung
Im universitären Projekt Arbeiterbewegung ging es darum, die Geschichte der hannoverschen Arbeiterbewegung in allen Aspekten – als Organisations-, Belegschafts-, Alltags- und Kulturgeschichte – zu erforschen. Dabei ging es nie ausschließlich um Lokal- und Regionalgeschichte, die hannoversche Arbeiterbewegung sollte in einem übergreifend (inter)nationalen Rahmen verortet werden. Die Arbeit fand selbstorganisiert statt: Studierenden und Dozenten arbeiteten gleichberechtigt – wobei die Studierenden die Quellenforschungen selbstständig unternahmen, die Dozenten die Einzelprojekte durch Seminare und Vorlesungen unterstützen.
Zwischen 1973 und 1993 personifizierte Riechers, der sich selbst nie als Leiter des Projektes verstanden hat, Kontinuität und Klammer des Projektes. Aus der konkreten, lokalbezogenen Arbeit hat er sich weitgehend zurückgezogen und sich auf die Garantie des institutionellen Rahmens und die Klärung theoretischer und allgemein sozialgeschichtlicher Voraussetzungen beschränkt.
Christian Riechers betreute in diesem Zusammenhang zwischen 1972 und 1992 66 Examensarbeiten, das Projekt Arbeiterbewegung dokumentierte seine Arbeit in 17 Arbeitspapieren, die zwischen 1982 und 1993 erschienen sind.

### Weitere Projekte
Christian Riechers hat zahlreiche Projekte angekündigt, sie aber nur mündlich, in seinen Seminaren, Vorlesungen und Vorträgen, ausgeführt. In seinem Nachlass finden sich eine Fülle von Exzerpt- und Notizsammlungen, die auf Unabgeschlossenes verweisen. Zu den zwei großen Themenkomplexen, denen er sich vor allem in den 1980er Jahren gewidmet hat, zählen groß angelegte Überblicksvorlesungen zu Theorien und politischer Geschichte alter sozialer Bewegungen sowie Betriebs- und Belegschaftsgeschichte im 20. Jahrhundert.

## Werke
- Antonio Gramsci: Philosophie der Praxis. Eine Auswahl. herausgegeben und übersetzt von Christian Riechers mit einem Vorwort von Wolfgang Abendroth, Frankfurt/M. 1967.
- Antonio Gramsci. Marxismus in Italien. Frankfurt/M. 1970.
- Ignazio Silone: Der Fascismus. Seine Entstehung und seine Entwicklung. Herausgegeben und mit einem Nachwort von Christian Riechers. Frankfurt/M. 1978.
- Das „Projekt Arbeiterbewegung in Hannover“ des Seminars für Wissenschaft von der Politik. Ein Bericht über studentisches Forschen im Projektstudium. Hannover 1983.
- Michael Buckmiller u. a. (Hrsg.): Arbeiterbewegung und Betrieb. Beiträge zu einer anderen Geschichte Hannovers. Für Christian Riechers (1936–1993). Hannover 1996.
- Die Niederlage in der Niederlage. Texte zu Arbeiterbewegung, Klassenkampf, Faschismus. Reihe: Dissidenten der Arbeiterbewegung. Band 1, hrsg., eingeleitet und kommentiert von Felix Klopotek, Münster 2009, ISBN 978-3-89771-453-3 (Gesammelte Texte).